# Blues (Rugby)
Die Blues (dt. die Blauen; früher Auckland Blues genannt) sind eine Rugby-Union-Mannschaft aus der neuseeländischen Stadt Auckland. Die Mannschaft spielt in der internationalen Super-Rugby-Liga. Sie repräsentiert die Regionalverbände Northland RFU, North Harbour RU und Auckland RFU, deren Einzugsgebiet neben Auckland City auch die Städte North Shore City und Waitakere City sowie den nördlichsten Teil der Nordinsel umfasst. Heimspiele werden im Eden Park ausgetragen, dem größten Stadion des Landes. Die Mannschaftsfarben sind Blau und Marineblau.

## Geschichte
Gebildet wurde die Mannschaft 1996, um die Region Auckland in der damals neu gegründeten Super 12-Liga zu vertreten. Die Einzugsgebiet der Franchise war zu Beginn anders zusammengesetzt, da die NZRFU befürchtete, die Blues könnten aufgrund der zahlreichen Nationalspieler in ihrem Kader zu stark dominieren. So wurden Northland und North Harbour zunächst von den Chiefs repräsentiert.
Ende der 1990er Jahre sank die Anzahl der Nationalspieler bei den Blues, so dass 1999 ein Tausch bei den vertretenen Regionalverbänden vorgenommen wurde. Die Blues gaben Counties Manukau und Thames Valley an die Chiefs ab und erhielten im Gegenzug Northland und North Harbour. Dadurch ergab sich ein geographisch kompakteres Einzugsgebiet.
Als 2006 die nationale Meisterschaft, die National Provincial Championship, in ihrer bisherigen Form aufgelöst und durch den Air New Zealand Cup und die Heartland Championship ersetzt wurde, waren die Blues die einzige neuseeländische Super-Rugby-Mannschaft, deren Mitgliedsverbände alle im höherklassigen Air New Zealand Cup vertreten waren.
Bisher haben die Blues dreimal die Meisterschaft gewonnen (1996, 1997, 2003).
Aufgrund der COVID-19-Pandemie wurde 2020 und 2021 statt der normalen Super Rugby Saison die nationale Super Rugby Aotearoa Saison ausgetragen. Im Anschluss an Super Rugby Aotearoa 2021 folgte mit Super Rugby Trans-Tasman 2021 eine Gruppenphase, in der jedes neuseeländische Super Rugby Team einmal gegen jedes australische Super Rugby Team antrat. Als aufgrund der besseren Punktedifferenz Erstplatzierte der abschließenden Tabelle spielten die Blues das Finale gegen die zweitplatzierten Highlanders. Mit einem 23:15-Sieg konnte erstmals seit 18 wieder ein Titel gewonnen werden. Aufgrund des besonderen Formats wird der Titel allerdings nicht wie ein „normaler“ Super Rugby Titel gewertet.

## Spieler und Trainer

### Aktueller Kader
Der Kader für die Super Rugby Pacific Saison 2022:
(c) indiziert Kapitän, fett indiziert Nationalspieler

### Ehemalige Cheftrainer
- Graham Henry
- Jed Rowlands
- Gordon Hunter
- Frank Oliver
- Peter Sloane
- David Nucifora
- Pat Lam
- John Kirwan
- Tana Umaga

### Bekannte ehemalige Spieler
- John Afoa
- Gareth Anscombe (Wales)
- James Arlidge (Japan)
- Robin Brooke
- Zinzan Brooke
- Olo Brown
- Rupeni Caucaunibuca (Fidschi)
- Jimmy Cowan
- Craig Dowd
- Nick Evans
- Charlie Faumuina
- Malaki Fekitoa
- Sean Fitzpatrick
- Troy Flavell
- Rico Gear
- Doug Howlett
- Michael Jones
- Jerome Kaino
- Brian Lima (Samoa)
- Walter Little
- Jonah Lomu
- Viliami Maʻafu (Tonga)
- Tony Marsh (Frankreich)
- Luke McAlister
- Keven Mealamu
- Kees Meeuws
- Mils Muliaina
- Isa Nacewa (Fidschi)
- Ma’a Nonu
- George Pisi (Samoa)
- Joe Rokocoko
- Xavier Rush
- Carlos Spencer
- Isaia Toeava
- Piri Weepu
- Ali Williams
- Sonny Bill Williams
- Tony Woodcock

## Platzierungen

### Super 12
| Jahr | Spiele | Siege | Unent. | Ndlg. | Spiel- punkte | Diff. | Bonus- punkte | Tabellen- punkte | Platz | Playoffs                                   |
| ---- | ------ | ----- | ------ | ----- | ------------- | ----- | ------------- | ---------------- | ----- | ------------------------------------------ |
| 1996 | 11     | 8     | 0      | 3     | 408:354       | +54   | 9             | 41               | 2.    | Finalsieg gegen Natal                      |
| 1997 | 11     | 10    | 1      | 0     | 435:283       | +152  | 8             | 50               | 1.    | Finalsieg gegen ACT Brumbies               |
| 1998 | 11     | 9     | 0      | 2     | 388:298       | +90   | 7             | 43               | 1.    | Finalniederlage gegen Canterbury Crusaders |
| 1999 | 11     | 4     | 1      | 6     | 202:201       | +1    | 5             | 23               | 9.    |                                            |
| 2000 | 11     | 6     | 0      | 5     | 300:262       | +38   | 6             | 30               | 6.    |                                            |
| 2001 | 11     | 4     | 0      | 7     | 243:298       | −55   | 5             | 21               | 11.   |                                            |
| 2002 | 11     | 6     | 0      | 5     | 318:249       | +69   | 5             | 29               | 6.    |                                            |
| 2003 | 11     | 10    | 0      | 1     | 393:185       | +208  | 9             | 49               | 1.    | Finalsieg gegen Crusaders                  |
| 2004 | 11     | 6     | 1      | 4     | 337:309       | +28   | 6             | 32               | 5.    |                                            |
| 2005 | 11     | 6     | 0      | 5     | 243:216       | +27   | 3             | 27               | 7.    |                                            |

### Super 14
| Jahr | Spiele | Siege | Unent. | Ndlg. | Spiel- punkte | Diff. | Bonus- punkte | Tabellen- punkte | Platz | Playoffs                         |
| ---- | ------ | ----- | ------ | ----- | ------------- | ----- | ------------- | ---------------- | ----- | -------------------------------- |
| 2006 | 13     | 6     | 0      | 7     | 290:348       | −58   | 5             | 29               | 8.    |                                  |
| 2007 | 13     | 9     | 0      | 4     | 355:235       | +120  | 6             | 42               | 4.    | Halbfinalniederlage gegen Sharks |
| 2008 | 13     | 8     | 0      | 5     | 354:267       | +87   | 8             | 40               | 6.    |                                  |
| 2009 | 13     | 5     | 0      | 8     | 339:369       | −30   | 12            | 32               | 9.    |                                  |
| 2010 | 13     | 7     | 0      | 6     | 376:333       | +43   | 9             | 37               | 7.    |                                  |

### Super Rugby
| Jahr    | Spiele | Siege | Unent. | Ndlg. | Spiel- punkte | Diff. | Bonus- punkte | Tabellen- punkte | Platz | Playoffs                        |
| ------- | ------ | ----- | ------ | ----- | ------------- | ----- | ------------- | ---------------- | ----- | ------------------------------- |
| 2011    | 16     | 10    | 1      | 5     | 405:335       | +70   | 10            | 60               | 4.    | Halbfinalniederlage gegen Reds  |
| 2012    | 16     | 4     | 0      | 12    | 359:430       | −71   | 8             | 32               | 12.   |                                 |
| 2013    | 16     | 6     | 0      | 10    | 347:364       | −17   | 12            | 44               | 10.   |                                 |
| 2014    | 16     | 7     | 0      | 9     | 419:395       | +24   | 9             | 37               | 10.   |                                 |
| 2015    | 16     | 3     | 0      | 13    | 282:428       | −146  | 8             | 20               | 14.   |                                 |
| 2016    | 15     | 8     | 1      | 6     | 374:380       | −6    | 5             | 39               | 11.   |                                 |
| 2017    | 15     | 7     | 1      | 7     | 425:391       | +34   | 7             | 37               | 9.    |                                 |
| 2018    | 16     | 4     | 0      | 12    | 378:509       | −131  | 6             | 22               | 14.   |                                 |
| 2019    | 16     | 5     | 1      | 10    | 347:369       | −22   | 8             | 30               | 13.   |                                 |
| 2020*   | 7      | 5     | 0      | 2     | 192:134       | +58   | 2             | 22               | 4.    |                                 |
| 2020**  | 8      | 5     | 1      | 2     | 176:149       | +27   | 2             | 24               | 2.    |                                 |
| 2021**  | 8      | 4     | 0      | 4     | 210:191       | +19   | 4             | 20               | 3.    |                                 |
| 2021*** | 5      | 5     | 0      | 0     | 198:79        | +119  | 3             | 23               | 1.    | Finalsieg gegen Highlanders     |
| 2022    | 14     | 13    | 0      | 1     | 472:284       | +188  | 6             | 58               | 1.    | Finalniederlage gegen Crusaders |

*Saison aufgrund der COVID-19-Pandemie nach 7 Runden abgebrochen
**Nationale Super Rugby Aotearoa Saisons
***Super Rugby Trans-Tasman: Jedes Team aus Neuseeland spielt gegen jedes Team aus Australien, gefolgt von einem Finale der beiden Punktbesten